# Trousdale Estates
Trousdale Estates ist eine exklusive Wohnsiedlung im Nordosten von Beverly Hills, Kalifornien. Sie umfasst auf  einer Fläche von 165 Hektar 535 Anwesen, deren Luxusvillen von namhaften Architekten errichtet wurden und von zahlreichen bekannten Persönlichkeiten, vor allem aus der Filmbranche, bewohnt werden.

## Lage und wichtigste Straßen
Die Trousdale Estates beginnen unmittelbar nördlich der Doheny Road, der westlichen Verlängerung des Sunset Strip. Der Loma Vista Drive und die North Hillcrest Road kreuzen die Doheny Road und führen von dort in nördlicher Richtung durch die „Estates“. Sie sind neben der Carla Ridge, die nur innerhalb der Trousdale Estates verläuft, die wichtigsten und längsten Straßen des Viertels. Das Ende des Loma Vista Drives und der Carla Ridge markieren die nordwestliche bzw. nordöstliche Begrenzung der Trousdale Estates. Nördlich der „Estates“ verläuft der Mulholland Drive am Rande des Fryman Canyon Park, im Westen der Coldwater Canyon Drive am Rande des Franklin Canyon und im Osten der Laurel Canyon Boulevard. Hier befindet sich in unmittelbarer Nachbarschaft das Wohnviertel The Bird Streets.

## Geschichte

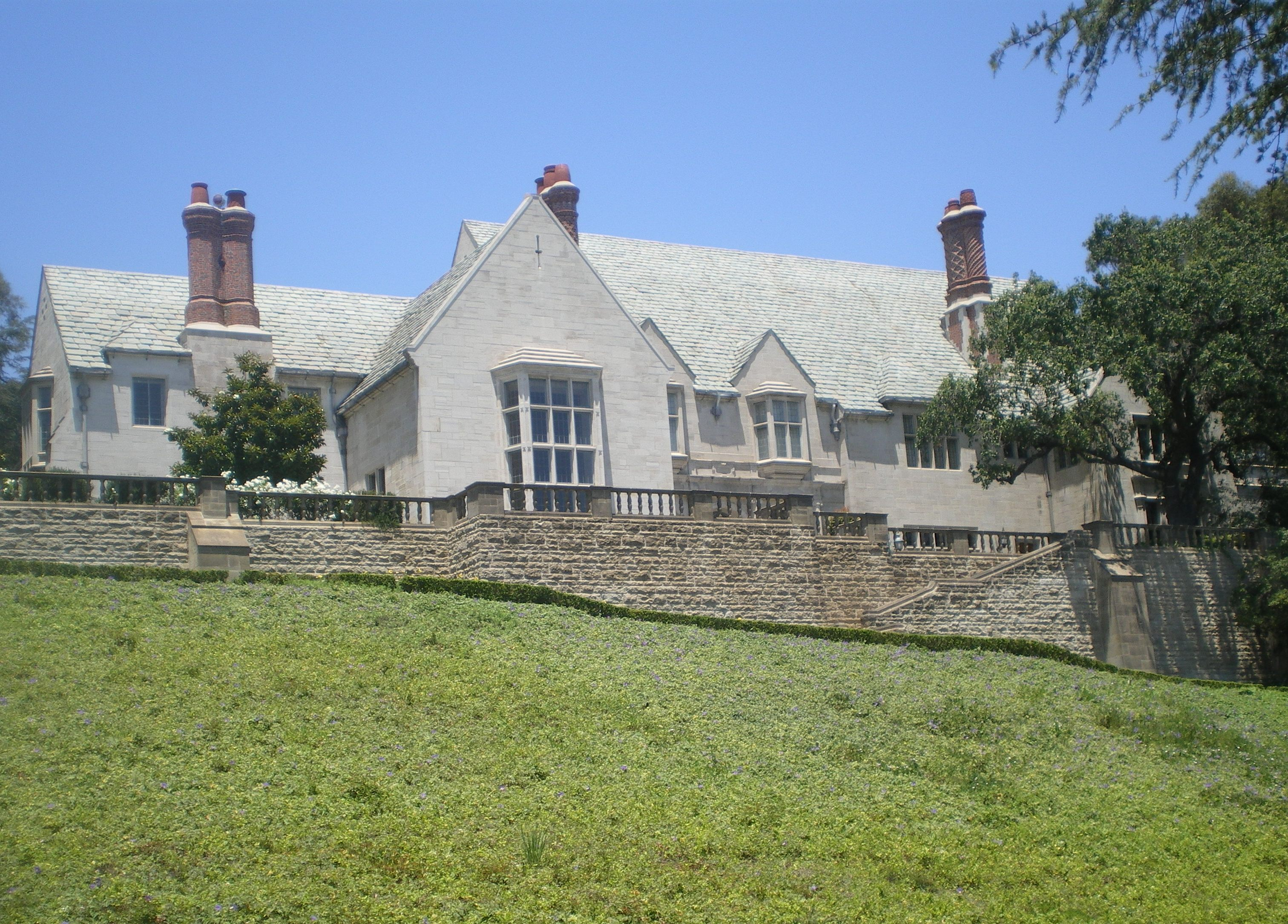
Greystone Mansion (2007)

Das Gebiet der heutigen Trousdale Estates war einst Farmland der Doheny Ranch, deren Haupthaus, das Greystone Mansion, noch immer das größte Wohnhaus von Beverly Hills ist. Es befindet sich im heutigen Greystone Park, der unmittelbar südwestlich der Trousdale Estates liegt.
Das gesamte Land gehörte einst Edward L. Doheny Junior (1893–1929), dem Sohn des Ölmagnaten Edward L. Doheny (1856–1935). Seine Witwe Lucy Smith Doheny Battson (1893–1993) verkaufte das Gelände 1954 an den Bauträger Paul Trousdale, der die heutigen „Estates“ als exklusives Wohngebiet entwickelte. Ein Jahr später verkaufte sie auch das Greystone Mansion.

## Prominente Bewohner
Die exklusive Wohnlage mit einem Ausblick auf Los Angeles und den Pazifik lockte zu allen Zeiten nicht nur wohlhabende, sondern auch zahlreiche bekannte Persönlichkeiten an. Hierzu zählen (in alphabetischer Reihenfolge) unter anderem:
- Jennifer Aniston, 1004 Hillcrest Road[5]
- Warren Beatty, 1120 Wallace Ridge[6]
- Sid Caesar, 1910 Loma Vista Drive[7]
- Michael Caine, 315 Trousdale Place[8]
- Wilt Chamberlain
- Ray Charles, 1476 Carla Ridge[9]
- Courteney Cox, 1007 Hillcrest Road[10][11]
- Angie Dickinson
- Jane Fonda, Carla Ridge[12][13]
- David Janssen, 2002 Loma Vista Drive[14]
- Elton John
- Dean Martin, 2002 Loma Vista Drive[15]
- Groucho Marx, 1083 Hillcrest Road[16]
- Giorgio Moroder, 1720 Carla Ridge[17]
- Eddie Murphy, 1120 Wallace Ridge[6]
- Joe Namath
- Richard Nixon, 410 Martin Lane[18]
- Elvis Presley, 1174 Hillcrest Road[19]
- Prince, 1081 Wallace Ridge[20]
- Burt Reynolds, 610 Cole Place[21][22]
- Dinah Shore, 1001 Hillcrest Road[23]
- Frank Sinatra
- Nancy Sinatra, 1780 Carla Ridge[24]
- Barbara Stanwyck, 1055 Loma Vista Drive[25]
- Ringo Starr, 918 Hillcrest Road[26]
- Danny Thomas, 1187 Hillcrest Road[27]
- Stevie Wonder